# Cilla Sings a Rainbow
Cilla Sings a Rainbow è il secondo album in studio della cantante britannica Cilla Black, pubblicato nel 1966.

## Tracce
Side 1
1. Love's Just a Broken Heart (L'Amour Est Ce Qu'il Est) (Mort Shuman, Kenny Lynch, Michele Vendome)
2. A Lover's Concerto (Sandy Linzer, Denny Randell)
3. Make it Easy on Yourself (Burt Bacharach, Hal David)
4. One, Two, Three (John Madara, David White, Leonard Borisoff)
5. (There's) No Place to Hide (Roger Atkins, Helen Miller)
6. When I Fall in Love (Victor Young, Edward Heyman)
7. Yesterday (John Lennon, Paul McCartney)

Side 2
1. Sing a Rainbow (Arthur Hamilton)
2. Baby I'm Yours (Van McCoy)
3. The Real Thing (Joshie Armstead, Nickolas Ashford, Valerie Simpson)
4. Everything I Touch Turns to Tears (Gary Geld, Peter Udell)
5. In a Woman's Eyes (Bobby Russell, Martha Sharp)
6. My Love Come Home (Gene Colonnello, Conrad, Mario Panzeri)